# Distincions Jaume Vicens Vives
La distinció Jaume Vicens i Vives a la qualitat docent universitària la va crear la Generalitat de Catalunya l'any 1996, amb la finalitat de premiar l'excel·lència en la docència universitària. Les candidatures les presenten els consells socials de les universitats públiques catalanes, o els òrgans equivalents de les universitats privades, i la proposta es tramita a través de la secretaria del Consell Interuniversitari de Catalunya. Les concessions de les distincions es lliuren en el transcurs de la inauguració del curs universitari, al mes de setembre.
També s'atorguen actualment distincions amb menció M. Encarna Sanahuja Yll, per premiar l'excel·lència en la inclusió de la perspectiva de gènere en la pràctica docent.
Aquests premis poden atorgar-se a títol individual o a títol col·lectiu. Fins al 2021, s'han concedit 59 distincions individuals, de les quals 39 a homes i 20 a dones.
Vegeu la Llista de Distincions Jaume Vicens Vives (a persones).